# مهدي النملي
مهدي النملي (ولد في 23 يناير 1987) لاعب كرة قدم مغربي، يلعب في موقع وسط الميدان الهجومي في صفوف المغرب التطواني.

## سيرته الرياضية
انطلقت مسيرة مهدي النملي في صفوف أولمبيك آسفي، منذ 2004، حيث خاض رفقة صفوف الفريق الأول مباريات دوري النخبة المغربية، بين 2006 و2010. كانت بدايات النملي، كمهاجم أوسط، في صفوف الفريق المسفيوي، وسجل أول أهدافه في مباريات النخبة، يوم 18 نونبر 2007، أمام نادي شباب المسيرة. في 2010، انضم النملي إلى نادي كليرمونت فوت الفرنسي، الممارس ضمن الدرجة الثانية الفرنسية، حيث خاض 48 مقابلة، سجل خلالها 6 أهداف.

في موسم 2012-2013، وقع النملي عقدا احترافيا مع نادي المغرب التطواني لمدة ثلاث سنوات، و في 14 نونبر 2012، تمت المناداة عليه لأول مرة لحمل قميص المنتخب المغربي، في مقابلة ودية أمام منتخب الطوغو.

في 26 دجنبر 2012، اختير النملي، من طرف رشيد الطاوسي، ضمن لائحة الثلاثة و عشرين لاعبا الذين خاضوا منافسات كأس إفريقيا للأمم 2013، إلا أنه أصيب إصابة بليغة (التواء في الكاحل) خلال المرحلة الإعدادية ليتم تعويضه من طرف عبد الإله الحافيظي، لاعب الرجاء البيضاوي.

## إحصائياته
| المواسم   | النادي          | عدد الأهداف | عدد مرات الظهور |
| --------- | --------------- | ----------- | --------------- |
| 2006-2010 | أولمبيك آسفي    | 18          | 72              |
| 2010-2012 | كليرمونت فوت    | 5           | 48              |
| 2012-.... | المغرب التطواني | 6           | 10              |

## روابط خارجية
- مهدي النملي على موقع رابطة كرة القدم الفرنسية للمحترفين (الإنجليزية)
- مهدي النملي على موقع قاعدة بيانات كرة القدم.إي يو (الإنجليزية)
- مهدي النملي على موقع Soccerway.com (الإنجليزية)